# Bemonsteringstheorema van Nyquist-Shannon
Het bemonsteringstheorema van Nyquist-Shannon is de stelling in de informatietheorie dat wanneer een analoog signaal naar een tijddiscreet signaal wordt geconverteerd, de bemonsteringsfrequentie minstens tweemaal zo hoog moet zijn als de hoogste in het signaal aanwezige frequentie om het origineel zonder fouten te kunnen reproduceren. De helft van de bemonsteringsfrequentie is de nyquistfrequentie. Anders gezegd, voor een foutloze reproductie na bemonstering mag het analoge signaal geen frequenties bevatten hoger dan de nyquistfrequentie. De tijd tussen de bemonsteringen is de nyquistinterval. Het is genoemd naar Harry Nyquist die dit theorema in 1928 bewees.
Als een signaal bemonsterd wordt en er komen frequenties in voor hoger dan de nyquistfrequentie, resulteert dit in een teruggevouwen signaal waarvan de frequentie beneden de nyquistfrequentie is. Zo zal een signaal met een frequentie van 12 kHz dat op 20 kHz bemonsterd wordt, hetzelfde lijken als de bemonstering van een 8 kHz ingangssignaal, de 12 kHz vouwt om de 10 kHz Nyquistfrequentie. Dit geeft een probleem als het ingangssignaal componenten met zowel 8 kHz als 12 kHz bevat; in dat geval is uit het bemonsterde signaal niet meer op te maken wat van de 8 kHz en 12 kHz afkomstig is. Deze fout, c.q. vervorming van het signaal, wordt aliasing genoemd. Om dit te voorkomen, moet het bemonsteringssysteem voorzien zijn van een anti-aliasing filter. Dit is een analoog laagdoorlaat-filter dat signalen met frequenties hoger dan de nyquistfrequentie uit het ingangssignaal verwijdert.
Voor bepaalde toepassingen kan ook bewust gebruik worden gemaakt van dit vouweffect om de frequentie van een signaal naar beneden te brengen.
Het door Nyquist opgestelde theorema houdt geen rekening met ruis na conversie naar het discrete domein. Claude Shannon breidde de theorie in 1949 uit door wel rekening te houden met de beperking veroorzaakt door ruis. Hij stelde de wet van Shannon-Hartley op voor de maximale informatiecapaciteit van een bandbreedtegelimiteerd kanaal met ruis.
Hoewel het bemonsteringstheorema van Nyquist-Shannon meestal in één adem met digitale informatie wordt genoemd, is het geldig in alle systemen waar bemonsterd wordt.
In technisch Nederlands wordt voor bemonstering ook wel het woord samplen gebruikt, naar het Engelse sampling.